# Communauté de communes du Sor et de l'Agout
 (janvier 2018).
Si vous disposez d'ouvrages ou d'articles de référence ou si vous connaissez des sites web de qualité traitant du thème abordé ici, merci de compléter l'article en donnant les références utiles à sa vérifiabilité et en les liant à la section « Notes et références ».
La Communauté de communes du Sor et de l'Agout est une communauté de communes française, située dans le département du Tarn et la région Occitanie.

## Historique
Au mois de mai 1966 création du syndicat pour l’expansion du Sor et de l’Agout (SECOSA) qui se transforme en février 1974 en District de Communes Sor et Agout (DICOSA).
En décembre 1999 ce dernier fait place à la Communauté de Communes Sor et Agout (CCSA).
Avec la dissolution de la communauté de communes du Pays de Dourgne au 31 décembre 2010, quatre communes (Dourgne, Lagardiolle, Massaguel et Saint Avit) rejoignent la Communauté de communes Sor et Agout. Le 31 décembre 2012, avec la dissolution de la communauté de communes du Pays de Cocagne, treize autres communes viennent compléter cette structure.

## Composition
La communauté de communes est composée des 26 communes suivantes :

| Nom                          | Code Insee | Gentilé          | Superficie (km2) | Population (dernière pop. légale) | Densité (hab./km2) |
| ---------------------------- | ---------- | ---------------- | ---------------- | --------------------------------- | ------------------ |
| Saïx (siège)                 | 81273      | Saïxols          | 13,79            | 3 714 (2022)                      | 269                |
| Aguts                        | 81001      | Agussiens        | 9,79             | 237 (2022)                        | 24                 |
| Algans                       | 81006      | Alganois         | 14,43            | 213 (2022)                        | 15                 |
| Appelle                      | 81015      | Appélois         | 3,87             | 69 (2022)                         | 18                 |
| Bertre                       | 81030      | Bertrois         | 4,14             | 108 (2022)                        | 26                 |
| Cambon-lès-Lavaur            | 81050      | Cambonais        | 12,14            | 355 (2022)                        | 29                 |
| Cambounet-sur-le-Sor         | 81054      | Cambounetois     | 7,65             | 972 (2022)                        | 127                |
| Cuq-Toulza                   | 81076      | Cuquois          | 23,05            | 709 (2022)                        | 31                 |
| Dourgne                      | 81081      | Dourgnols        | 22,75            | 1 310 (2022)                      | 58                 |
| Escoussens                   | 81084      | Escarsentois     | 23,62            | 611 (2022)                        | 26                 |
| Lacroisille                  | 81127      | Lacroisillais    | 6,67             | 100 (2022)                        | 15                 |
| Lagardiolle                  | 81129      | Gardiolais       | 10,25            | 232 (2022)                        | 23                 |
| Lescout                      | 81143      | Lescoutois       | 6,72             | 774 (2022)                        | 115                |
| Massaguel                    | 81160      | Massaguelois     | 10,09            | 346 (2022)                        | 34                 |
| Maurens-Scopont              | 81162      | Maurensois       | 8,6              | 139 (2022)                        | 16                 |
| Mouzens                      | 81189      | Mouzenssois      | 4,87             | 117 (2022)                        | 24                 |
| Péchaudier                   | 81205      | Péchaudissois    | 6,8              | 185 (2022)                        | 27                 |
| Puylaurens                   | 81219      | Puylaurentais    | 81,82            | 3 212 (2022)                      | 39                 |
| Saint-Affrique-les-Montagnes | 81235      | Saint-Affricains | 7,86             | 750 (2022)                        | 95                 |
| Saint-Avit                   | 81242      | Saint-Avitois    | 4,86             | 279 (2022)                        | 57                 |
| Saint-Germain-des-Prés       | 81251      | Saint-Germinois  | 16,97            | 920 (2022)                        | 54                 |
| Saint-Sernin-lès-Lavaur      | 81270      | Saint-Serninois  | 4,21             | 166 (2022)                        | 39                 |
| Sémalens                     | 81281      | Sémalensois      | 11,12            | 2 021 (2022)                      | 182                |
| Soual                        | 81289      | Soualais         | 14,17            | 2 649 (2022)                      | 187                |
| Verdalle                     | 81312      | Verdallais       | 24,24            | 1 026 (2022)                      | 42                 |
| Viviers-lès-Montagnes        | 81325      | Viviérois        | 17,91            | 1 992 (2022)                      | 111                |

## Démographie
| 1968   | 1975   | 1982   | 1990   | 1999   | 2009   | 2014   | 2020   |
| ------ | ------ | ------ | ------ | ------ | ------ | ------ | ------ |
| 13 814 | 14 101 | 15 786 | 17 565 | 18 878 | 21 401 | 22 626 | 22 985 |

## Liste des Présidents successifs
| Période                                  | Période  | Identité           | Étiquette | Qualité                                                                  |
| ---------------------------------------- | -------- | ------------------ | --------- | ------------------------------------------------------------------------ |
| 1999                                     | 2001     | Jean-Claude Aninat |           |                                                                          |
| 2001                                     | en cours | Sylvain Fernandez  | SE-DVG    | Président de l'Association des maires du Tarn Maire de Cambounet-sur-Sor |
| Les données manquantes sont à compléter. |          |                    |           |                                                                          |

## Compétences

### Tourisme et loisirs
- Réserve naturelle régionale de Cambounet-sur-le-Sor